# 20. světové skautské jamboree
20. světové skautské jamboree se konalo na thajské námořní základně v Sattahip od 28. prosince 2002 až do 8. ledna 2003, kdy se připomínalo 62. výročí úmrtí Roberta Baden-Powella, zakladatele skautského hnutí. Jednalo se o druhé světové jamboree které se konalo v jihovýchodní Asii – po Filipínách, které hostily 10. světové jamboree v roce 1959.
Jamboree poskytlo pro 30 000 skautů z celého světa příležitost strávit 12 dní společným tábořením a aktivitami, určenými pro jejich seberozvoj a zvýšení sociální odpovědnosti v rámci metody skautského vzdělávání. Jamboree podpořilo pokrok a jednotu světového skautského hnutí a vytvořilo vztah k asijské kultuře, pomocí aktivit jako např. thajského tance.
Tématem 20. světového skautského jamboree bylo Share our World, Share our Cultures (Sdílejte náš svět, sdílejte naše kultury).
Stejně jako u předešlých jamboree byla standardní velikost oddílu 36 skautů a 4 dospělí vůdci.
Sattahip, kde se 20. jamboree konalo, leží v provincii Chonburi, asi 180 km jihovýchodně od Bangkoku. Tábor byl umístěn na pláži Thajského zálivu a pokrýval 1 200 hektarů, nanichž byly ploché roviny, podhůří i bílé písečné pláže.
Na znaku 20. jamboree je typická thajská střecha. Štíty ve tvaru A ve střeše představují vývoj thajských tradic a kultury a sdílení těchto tradic mezi generacemi.
Na závěrečném ceremoniálu zazněla nahrávka zprávy od Betty Clay (rozené Baden-Powell), mladší zakladatelovy dcery.